# Defense Logistics Agency

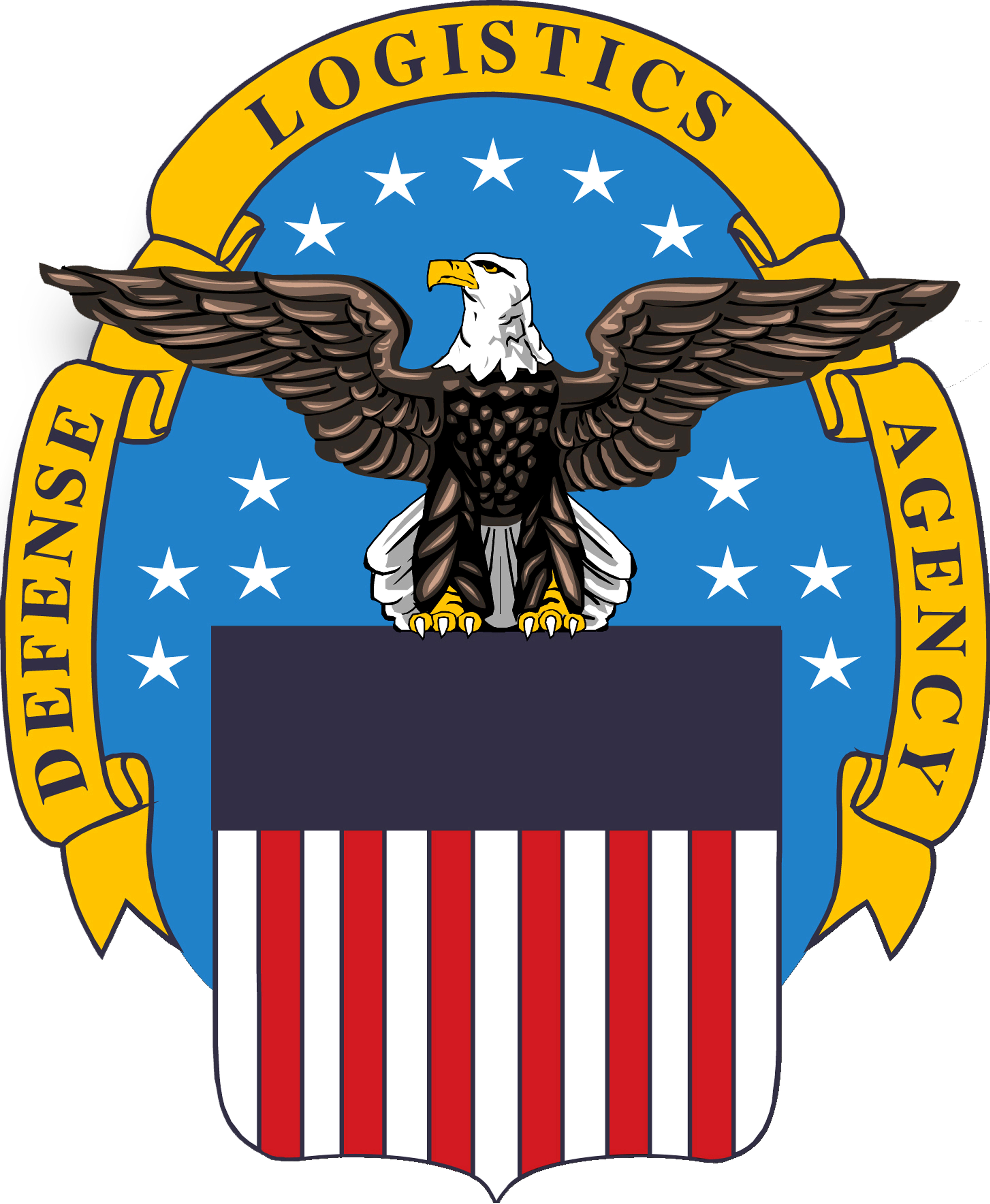
Defense Logistics Agency.

La Defense Logistics Agency (DLA) est une agence du département de la Défense des États-Unis chargé de la logistique militaire, qui avec un effectif de plus de 26 000 personnels (civils et militaires) et une répartition sur 48 États et 28 pays[Quand ?], fournit du matériel aux forces armées nationales et assure notamment l'acquisition de pièces de rechange, d'armes, munitions, carburant, vivres et autres fournitures.
Depuis la fondation en 1961 de Defense Supply Agency (DSA), la Defense Logistics Agency, qui porte ce nom depuis 1977, fait partie intégrante de la défense militaire du pays.

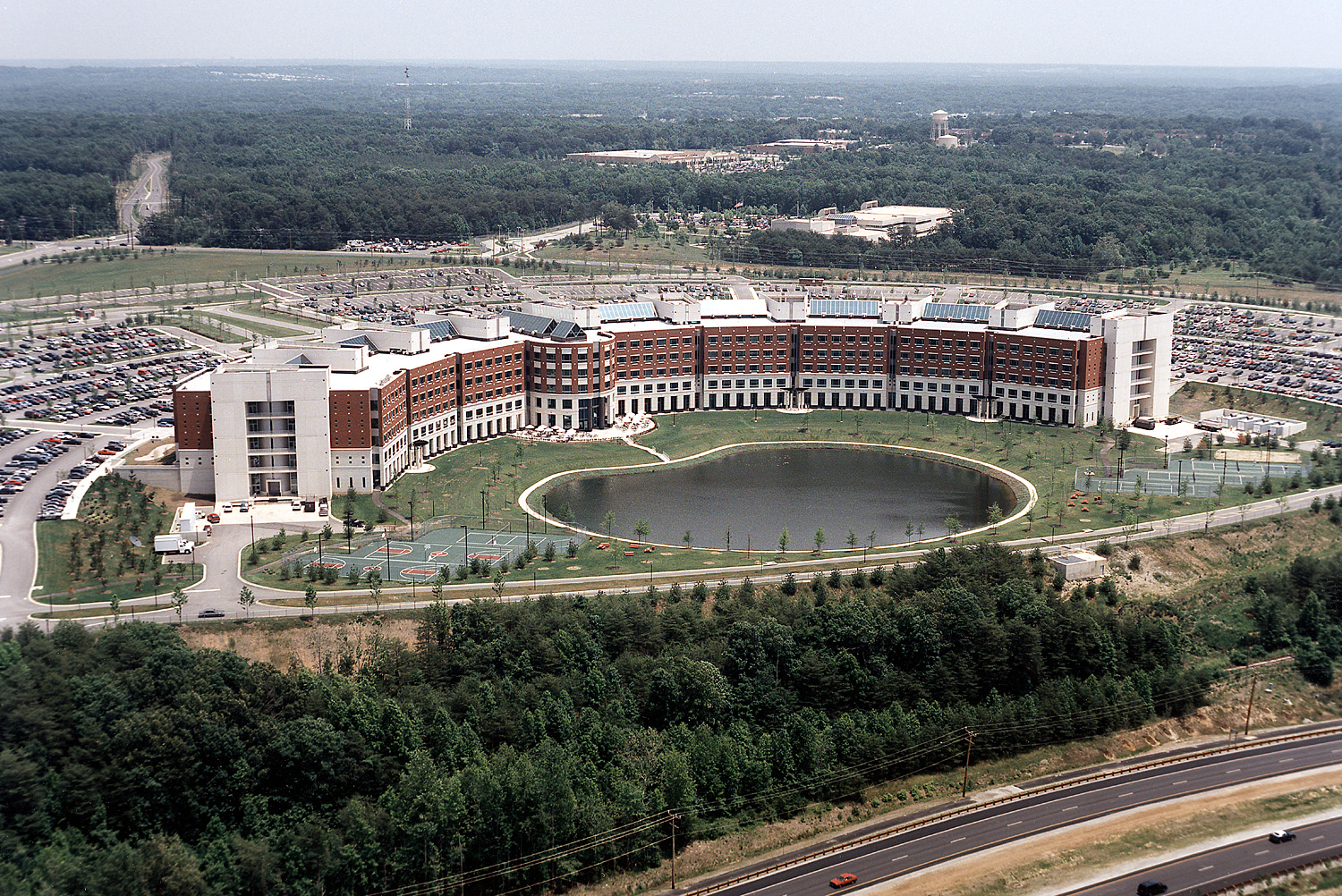
Siège de la DLA à Fort Belvoir.
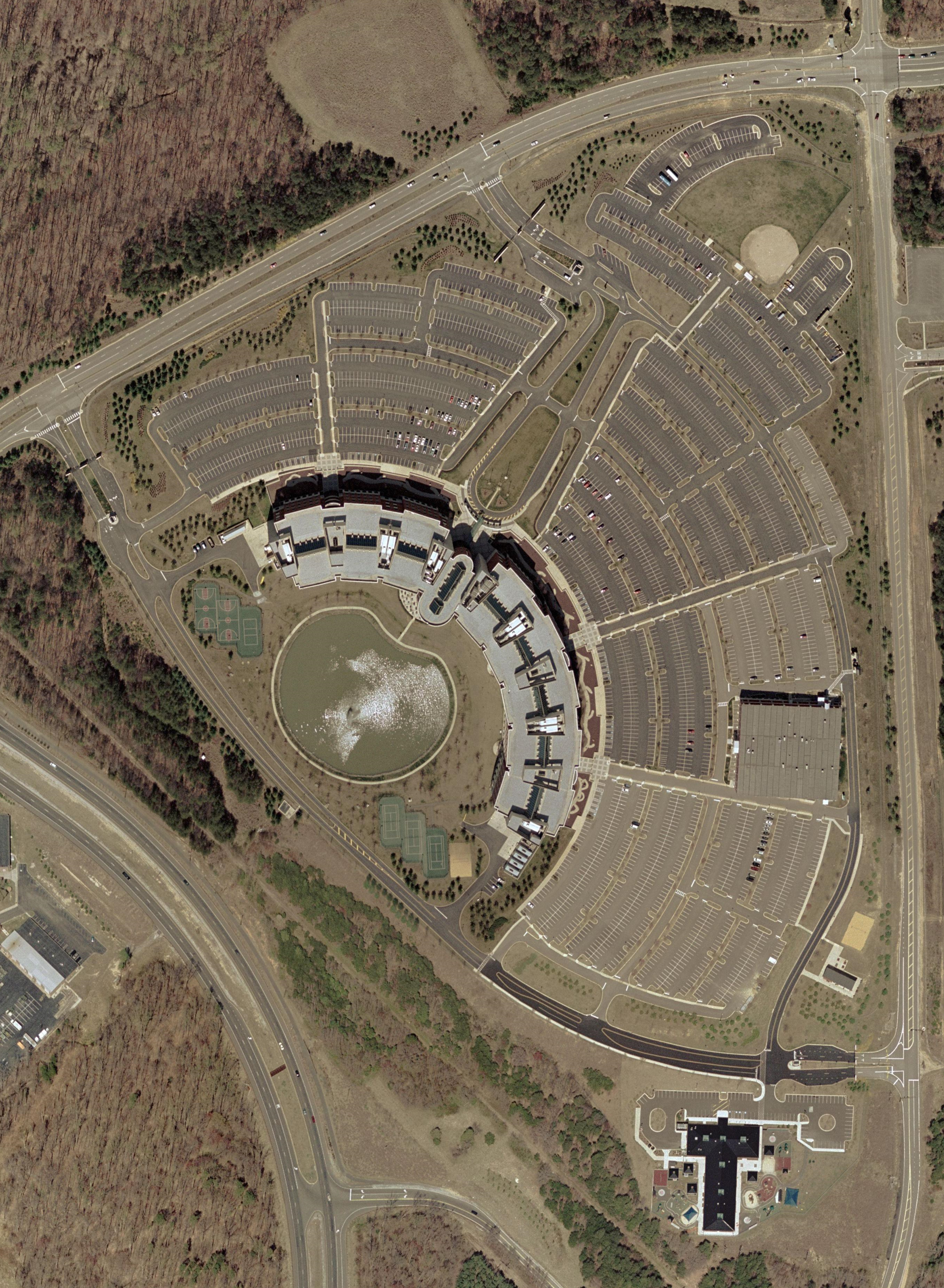
Siège de la DLA à Fort Belvoir.
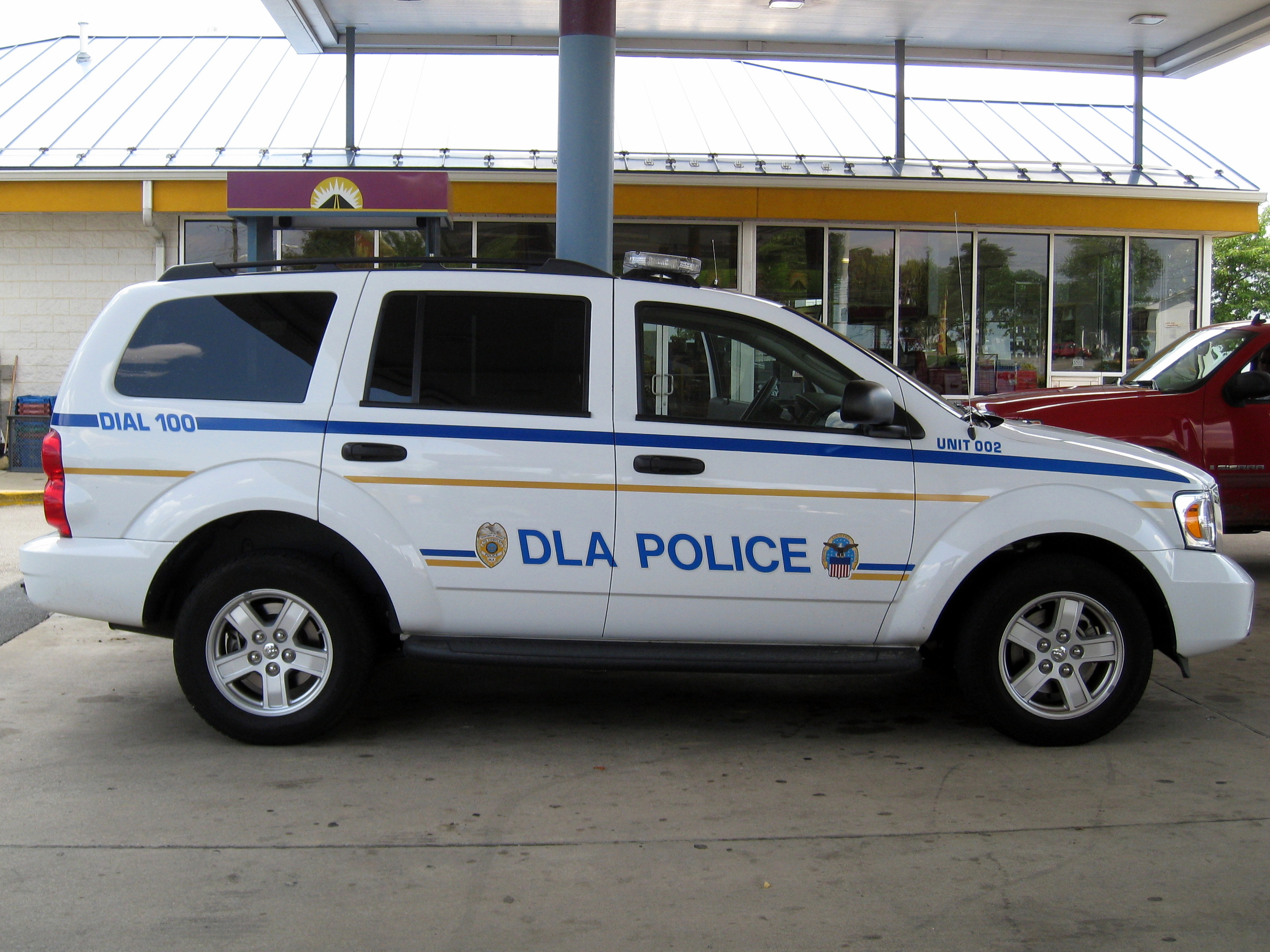
Véhicule de patrouille de la DLA.